# Kościół św. Bartłomieja w Leszczyńcu
Kościół św. Bartłomieja w Leszczyńcu – rzymskokatolicki kościół filialny parafii św. Bartłomieja Apostoła mieszczący się w Leszczyńcu w diecezji legnickiej.

## Historia

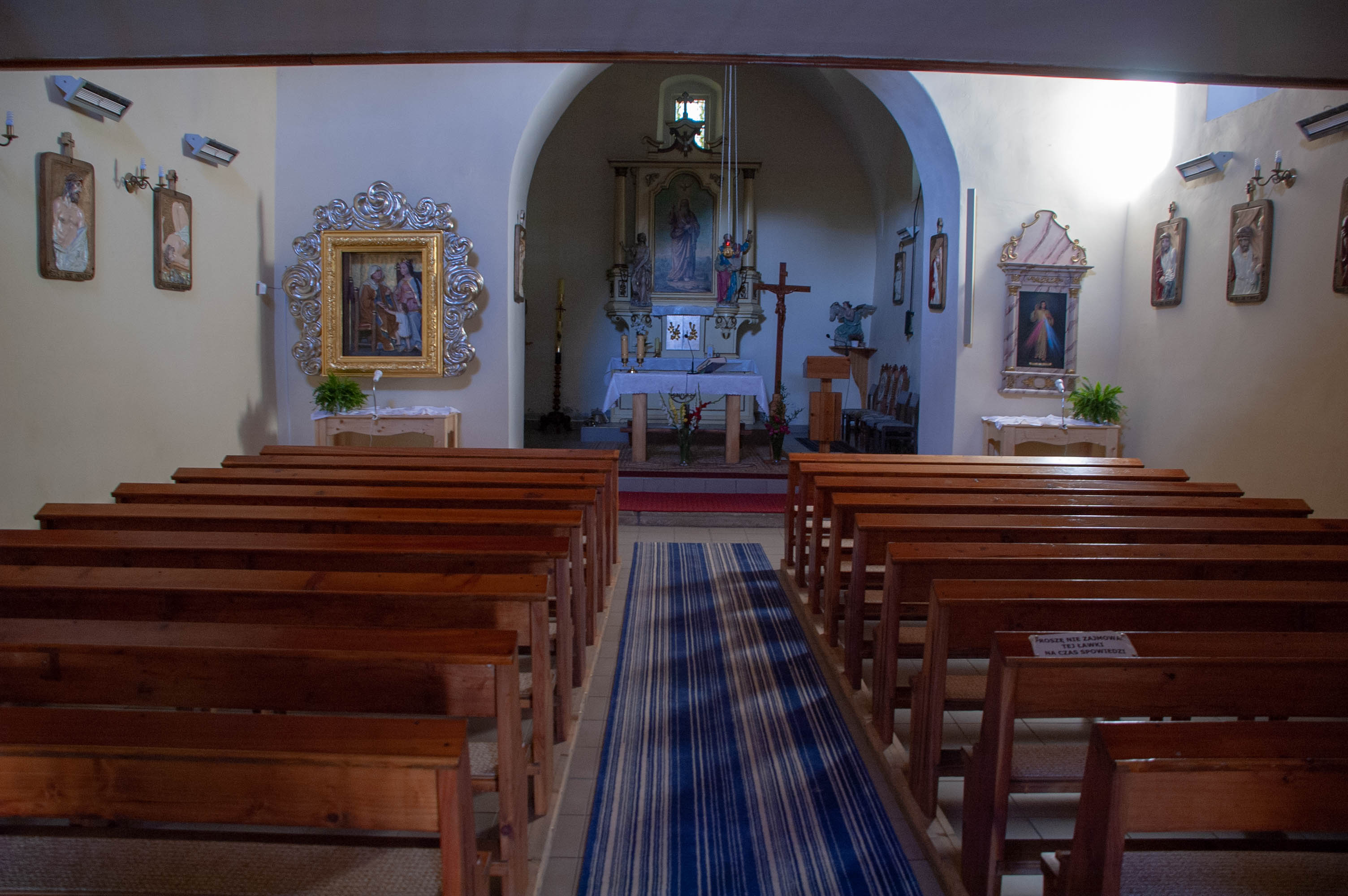
Nawa główna z prezbiterium

Kościół zbudowany w 1593 r., przebudowany z XVIII w. i XIX w. Jest to budowla orientowana z prostokątną nawą i kwadratowym prezbiterium nakrytym sklepieniem krzyżowym. Korpus z dwuspadowymi dachami, na kalenicy nad nawą ośmioboczna sygnaturka zwieńczona hełmem z prześwitem. W południowej ścianie nawy półkolisty portal kamienny, okna zamknięte półkoliście w rozglifionych wnękach.
We wnętrzu zachowały się m.in.: gotycka kwatera z rzeźbiarskim przedstawieniem św. Anny Samotrzeciej, barokowy ołtarz i drewniane polichromowane rzeźby barokowe. W murach kościoła i cmentarnym płyty nagrobne.